# Bồ-đề-lưu-chí (Giác Ái)
Bồ-đề-lưu-chí (chữ Hán: 菩提流志; sa. Bodhiruci), Hán dịch Giác Ái (覺愛), là một tăng sĩ và dịch giả người Nam Ấn, đến Trung Quốc thời Đường - Chu để dịch kinh điển Tam tạng. Khai Nguyên lục quyển 9 chép: "Sa-môn Bồ-đề-lưu-chí, bản danh Đạt-ma-lưu-chí (達磨流支; sa. Dharmaruci), Đường ngôn Pháp Hy (法希), Thiên hậu đổi thành Bồ-đề-lưu-chí, Đường ngôn Giác Ái. Người Nam Ấn Độ". Tống cao tăng truyện, quyển 3 có chép: "Thích Bồ-đề-lưu-chí, người nước Nam Thiên Trúc. Thuộc chủng tộc Bà-la-môn, họ là Ca-diếp".

## Dịch tác
Sư dịch tổng cộng được 53 bộ kinh văn, 111 quyển.
- Đại bảo tích kinh
- Thực tướng Bát-nhã kinh